# Milan Janković
Milan Janković (Sarajevo, 31 dicembre 1959) è un ex calciatore jugoslavo, di ruolo centrocampista.

## Palmarès

### Giocatore

#### Competizioni nazionali
- Campionati della RSF di Jugoslavia: 2

Stella Rossa: 1980-1981, 1983-1984
- Coppe di RSF Jugoslavia: 2

Stella Rossa: 1981-1982, 1984-1985
- Campionato spagnolo: 1

Real Madrid: 1987-1988
- Coppa del Belgio: 1

Anderlecht: 1988-1989